# Resident Evil: Nemesis
Resident Evil: Nemesis é o quinto livro da série Resident Evil. O livro, escrito por S. D. Perry, traz maior fidelidade à história do jogo eletrônico Resident Evil 3: Nemesis. Apesar de Jill Valentine ser a personagem principal, a autora dá atenção especial ao personagem Nicholai Ginovaef.

## Sinopse
Depois de sobreviver ao incidente da Mansão Spencer, Jill Valentine se vê forçada a tentar sobreviver novamente, mas não só deve lutar contra o terrível criações da Umbrella, que em si são difíceis de erradicar, bem como terá que enfrentar os novos mutantes da Umbrella, entre eles o Nemesis, uma infusão do parasita NE-Alpha em um Tyrant T-103 com um único objetivo: exterminar os membros do S.T.A.R.S.. Para conseguir sobreviver, Jill Valentine contará com a ajuda de Carlos Oliveira, um membro da UBCS (Umbrella Biohazard Countermeasure Service), que tenta protegê-la enquanto tenta, também, deixar a cidade de Raccoon City. Porém, ele não é o único integrante desta organização, já que Nicholai Ginovaef anda recolhendo informações sobre o novo caçador dos S.T.A.R.S., e Jill agora é a presa.

## Versões traduzidas
Resident Evil: Nemesis, assim como outros livros da série escritos por S. D. Perry, foram traduzidos por um ex-grupo brasileiro de fãs da série conhecidos como FYFRE (Face Your Fear of Resident Evil), no entanto, tais versões são disponibilizadas apenas para download em PDF e não são comercializados legalmente.